# Eusthenomus wallisi
Eusthenomus wallisi là một loài bọ cánh cứng trong họ Cerambycidae.